# 科莱圣卢恰
科莱圣卢恰（義大利語：Colle Santa Lucia），是意大利威尼托大区贝卢诺省的一个市镇。总面积15.23平方公里，人口402人，人口密度26.4人/平方公里（2009年）。国家统计（ISTAT）代码为025014。